# ライフレコーダーズ
LIFE RECORDERS（ライフレコーダーズ）は、日本のロックバンド。

## メンバー
- 高岡慎太郎（1972年8月14日） - ボーカル・ギター
- 米田典久（1972年9月16日） - ギター
- 三輪善夫（1969年8月2日） - ベース

### 旧メンバー
- 原英寿 - ドラムス

## 略歴
1985年、高岡が松江市の松江第三中学時代の同級生で、原が転校してきて意気投合したことからバンドを始める。その後、高岡はプロを目指しに1987年に単身横浜、原は大学進学のため1991年に大阪へ。
1994年、原は大学の音楽サークル内で米田と三輪と出会う。原は当時、新たなバンド結成のため島根に帰省していた高岡を大阪へ呼び、高岡、原、米田、そしてもう一人のベーシスト（三輪は別バンドを組んでいたため）で嫁島ロケッツを結成。
1995年、当時のベーシストが脱退し、三輪が加入。
1997年、SO What? Recordsと契約。
1998年、バンド名をLIFE RECORDERSに改名し、デビューシングル『僕にだけ吹く風』でメジャーデビュー。
1999年8月2日、原が下北沢CLUB Queで行われたワンマンライブをもって脱退。
2001年3月、2ndフルアルバム『ライフレコーダーズ』をリリースするが、結果的にこのアルバムがラストアルバムとなってしまう。同年4月、解散。
2010年12月12日より阪神尼崎のライブハウス「Deepa」にて一夜限りの再結成ライブを行った。

## ディスコグラフィー

### 参加作品
| 発売日 | タイトル | 規格品番  | 曲順 | 楽曲     |
| ------ | -------- | --------- | ---- | -------- |
| 1996年 | GROW     | SBL-96006 | M.1  | HOLIDAY  |
| 1996年 | GROW     | SBL-96006 | M.2  | 温室育ち |

## タイアップ一覧
| 使用年 | 曲名                 | タイアップ                                                       |
| ------ | -------------------- | ---------------------------------------------------------------- |
| 1998年 | 僕にだけ吹く風       | テレビ朝日系『ぷらちなロンドンブーツ』エンディングテーマ         |
| 1999年 | 青春II               | NHK-FM『ミュージック・スクエア』1999年4・5月度オープニングテーマ |
| 1999年 | 海を見たいだけだった | 読売テレビ・日本テレビ系『HAMASHO』7〜9月度エンディングテーマ    |
| 1999年 | 東京の空             | テレビ朝日系『ぷらちなロンドンブーツ』エンディングテーマ         |

## メディア出演

### ラジオ
- MIDNIGHT ROCK CITY（1999年4月 - 9月、NACK5）